# Turla (розвинена стала загроза)

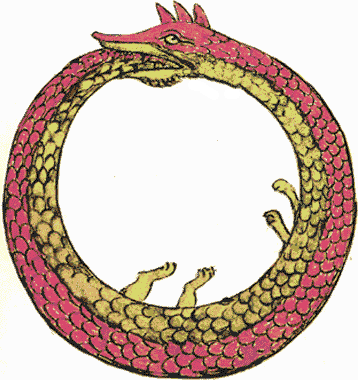
Уроборос. Зображення з алхімічного трактату 1478 року. Автор — Теодор Пелеканос

Turla (також відоме як Uroburos/Epic Turla/Snake/SnakeNet/Venomous Bear/Krypton) — угрупування типу розвинена стала загроза. Служба зовнішньої розвідки Естонії вважає, що угрупування SNAKE (Turla) працює в інтересах ФСБ РФ. Угрупування спеціалізується на шпигунстві проти різних урядових установ та оборонно-промислових комплексів різних країн
В першому бюлетені 2016 року німецька служба контррозвідки — Федеральна служба захисту конституції Німеччини (нім. BfV), надала високу оцінку здібностям російської розвідки а також представила широкий перелік відомих жертв російських кібератак. Угрупування Turla було назване серед відомих угрупувань типу розвинена стала загроза, які пов'язують з Росією або російськими підрозділами спеціального призначення.

## Інструменти
З даним угрупуванням пов'язують сімейство гнучких модульних інструментів-зразків шкідливого ПЗ Snake. Зустрічаються назви Turla, «уроборос», англ. uroborus (також англ. ouroborus — гадюка в грецькій міфології, або англ. sengoku та англ. snark), MAKERSMARK.
Фахівці із CERT-UA виявили кілька особливостей вірусу Uroborus:
- складність програмного коду (що обумовлює можливість його розроблення із залученням значної кількості людських, технічних і фінансових ресурсів (зокрема, це можуть бути науково-дослідні установи, ІТ-корпорації, державні установи, спецслужби тощо);
- наявність літер кирилиці у програмному коді;
- схожість за низкою характеристик (імена файлів, ключі шифру, основні можливості тощо) із троянською програмою Agent.BTZ, яку було знайдено в інформаційних системах ЗС США в 2008 році, що призвело до повної відмови ЗС США від використання USB-носіїв (через які вона поширювалася в автоматизованих системах військового призначення);
- географія поширення вірусу.

«Уроборос» здатен поширюватись різними способами, зокрема, через так звані атаки Watering-Hole. Його складно виявляти, він працює автономно, та самостійно поширюється в інфікованих мережах. Враженими можуть бути навіть комп'ютери без прямого підключення до Інтернет.

## Відомі кібератаки

### Moonlight Maze
В 1999 році була викрита надскладна з точки зору реалізації, тривала (понад 3 роки) операція з кібершпигунства проти наукових, військових, енергетичних державних і недержавних установ у Сполучених Штатах Америки. Розпочате за фактом шпигунства розслідування ФБР отримало назву англ. Moonlight Maze (укр. лабіринт у місячному світлі). Попри те, що офіційно винних у атаці не було названо, вважається, що за шпигунством стояли спецслужби Російської Федерації, за сприяння комп'ютерних центрів Російської академії наук. Левова частка матеріалів слідства досі (станом на 2016 рік) залишається засекреченою.
Існують вагомі підстави вважати, що за атакою стояло угрупування Turla.

### Російсько-українська війна
Вірус-хробак Uroburos знайшов широке застосування від початку російсько-української війни. З одного боку, завданням цього вірусу було формування бот-мережі із заражених комп'ютерів та отримання повноцінного доступу до їх наповнення, а з іншого — викрадення інформації з цих комп'ютерів. Об'єкти атаки також, вочевидь, були обрані не випадково — вебресурси органів державної влади (в тому числі силових структур), засобів масової інформації, фінансових установ, великих промислових підприємств.
Дослідники британської фірми BAE Systems Applied Intelligence зафіксували в 2013—2014 роках сплеск виявлених випадків зараження інформаційних систем приватних підприємств та державних установ України комп'ютерним хробаком (з руткітом), який вони назвали «Змія» (англ. snake). Дослідники з німецької фірми GData назвали цього хробака «уроборос». На думку дослідників обох фірм, цей хробак можливо пов'язаний та був створений на основі хробака Agent.BTZ, який в 2008 році вразив інформаційні системи Центрального Командування ЗС США.
Пік виявлення атак із використанням хробака «уроборос» збігся з розвитком масових протестів. Протягом січня 2014 року було зафіксовано 22 випадки інфікування інформаційних систем, при цьому протягом 2013 року «уроборос» був виявлений не більше 8 разів. В Україні зловмисники із застосуванням «уроборос» отримували повний доступ до вражених систем. На думку британських експертів, є всі підстави вважати, що за «уроборос» стоять спецслужби Російської Федерації.
За даними CERT-UA основними відомими станом на березень 2014 року об'єктами ураження «уроборос» є:
- вебресурси органів державної влади (в тому числі силових структур);
- вебресурси засобів масової інформації;
- вебресурси фінансових установ;
- вебресурси великих промислових підприємств.

Фахівці CERT-UA не виключають, що головною метою Uroborus є порушення функціонування об'єктів інформаційної інфраструктури України для викрадення конфіденційної інформації. Ретельна підготовка, прихованість дій, спрямованість кібератак (США -2008 рік, Україна — 2014 рік), а також залучення значних ресурсів — все це опосередковано свідчить про причетність іноземних спецслужб. В цьому контексті CERT-UA та деякі українські спеціалісти з інформаційної безпеки вбачають основним мотивом ініціатора кібератак необхідність встановлення прихованого контролю за визначеними об'єктами для подальшого спостереження за інформаційним обміном з власної території.

### Bundeshack
28 лютого 2018 року німецька інформаційна агенція DPA поширила новину про те, що німецьким спецслужбам вдалось виявити несанкційоване втручання до інформаційних систем міністерства закордонних справ та міністерства оборони, були скомпрометовані захищені комп'ютерні мережі для урядового зв'язку Informationsverbund Berlin-Bonn (IVBB). Зловмисникам вдалось встановити шкідливе програмне забезпечення та викрасти значні обсяги секретних документів. Основна підозра пала на угрупування APT28. Проте згодом до ЗМІ потрапила інформація, що насправді за атакою може стояти інше російське угрупування, яке більш інтегроване в структуру російських збройних сил. Підозра пала на угрупування Snake (також відоме як Uroburos/Epic Turla/Snake/SnakeNet).
Вже надвечір того ж дня міністерство внутрішніх справ підтвердило, що федеральна агенція з безпеки інформаційних технологій та розвідувальні служби розслідують втручання в роботу урядових інформаційних систем.
«Уроборос» згадане в річному звіті німецької контррозвідки за 2015 рік. Німецька контррозвідка зазначила, що як і раніше, в 2015 році російська розвідка використовувала «змію» (він же — «Turla») проти установ по всьому світу. В Німеччині жертвами кібератак з його застосуванням стали посольства, заклади вищої освіти, дослідницькі інститути, та приватні підприємства.